# Das Myrtenfräulein
Das Myrtenfräulein ist ein Puppentrickfilm von Katja Georgi von 1988.

## Inhalt
Der Prinz von Porzellanien lebt in einer künstlichen Porzellanwelt.
Eines Tages entdeckt er ein wunderschönes Myrtenbäumchen bei einem alten Töpferehepaar, das keine Kinder hat.
Er bittet sie, es ihm zu überlassen.
Nachdem das Bäumchen bei ihm ist, steigt eine junge Frau daraus. Der Prinz verliebt sich in sie und möchte sie heiraten, was aber einige Schwierigkeiten bringt …

## Hintergründe
Das Myrtenfräulein wurde von Katja Georgi mit Unterstützung der Meißner Porzellanmanufaktur hergestellt, wie auch schon ihr Film Novelle (1974). Er hatte mit dem Märchen vom Myrtenfräulein von Clemens Brentano eine Vorlage aus der romantischen Literatur des 19. Jahrhunderts, wie auch einige ihrer vorherigen Filme. Er sollte ein Plädoyer für die Bewahrung des Natürlichen [sein]: Die Schönheit eines Baumes und eines Vogels bringt einen in einer kalten Kunstwelt gefangenen Prinzen zurück ins Leben...
Die Puppen baute Horst J. Tappert, sie wurden von Oliver Georgi und Gisela Köhler bewegt. Die Dramaturgie hatte Hedda Gehm.
Der Film wurde zuerst am 8. August 1989 aufgeführt. Katja Georgi verließ kurze Zeit nach der Fertigstellung mit ihrem Mann die DDR und drehte auch nach ihrer Rückkehr 1990 keine Filme mehr.
Das Myrtenfräulein wurde 2018 wieder in Dresden gezeigt und 2023 durch die DEFA-Stiftung restauriert.